# Eumilax intermittens
Eumilax intermittens (лат.) — вид наземных стебельчатоглазых брюхоногих моллюсков рода Eumilax семейства лимацид (Limacidae). Слизень средних размеров — длина при сокращении 27—38 мм. Окраска жёлтая или желтовато-кремовая, с сильно изменчивым чёрным, черновато-коричневым или тёмно-коричневым рисунком. Также встречаются одноцветно чёрные, черновато-серые или светло-серые особи без рисунка. Распространён в горнолесных и горнолуговых зонах северных и южных отрогов хребтов Большого Кавказа. Обитает в различных типах леса во влажной подстилке, на траве и под камнями. Выше верхней границы леса живёт среди камней и во влажном мху.

## Описание
Слизень средних размеров: длина при сокращении у большинства половозрелых экземпляров составляет 27—38 мм, ширина — 8—9 мм, длина мантии — 10,5—17 мм. Тело стройное, сзади клиновидно суженное. мантия слегка сужена сзади, при сокращении слизня её длина занимает немного больше 1/3 длины тела. В отличие от Eumilax brandti, задняя часть мантии у Eumilax intermittens не образует тупого угла, мантийная щель относительно длиннее, а пневмостом лежит более медиально. Киль хорошо развит и простирается на всю спину. Морщины нежные, но относительно крупнее, чем у молодых особей E. brandti. Между килем и мантийной щелью размещается 17—21 ряд морщин.
Окраска жёлтая или желтовато-кремовая, с сильно изменчивым чёрным, черновато-коричневым или тёмно-коричневым рисунком. Обычно он состоит из двух тёмных боковых полос на мантии и двух пар полос на спине. По середине мантии может проходить третья полоса. Иногда рисунок на мантии имеет неопределённые очертания и состоит из чёрных и жёлтых пятен. Бока светлее центра спины, так как тёмный пигмент располагается по бороздам. Иногда продольные полосы имеют зубчатые очертания и окаймлены светлыми промежутками. Вместе с полосатыми особями могут встречаться меланистические формы с одноцветно чёрной или черновато-серой окраской. У слизней со слабым развитием тёмного пигмента нет рисунка, а тело имеет светло-серую окраску. Киль у большинства форм (но не у меланистических), светло-кремовый или желтоватый. Подошва светло-кремовая, её боковые доли зачастую покрыты чёрными пятнышками. Слизь бесцветная, жидкая.
В пределах полуряда боковые зубы радулы сначала постепенно утрачивают эндокон, а затем и эктокон. Однозубцовых внутренних краевых зубов немного; преобладают двухзубцовые внешние краевые зубы, у которых имеется эктокон. Формула радулы:
{\displaystyle {\frac {c}{3}}+{\frac {16b}{3}}+{\frac {5b}{2}}+{\frac {7k}{1}}+{\frac {17k}{2}}+{\frac {5k}{1}}.}
Кишечник более перекручен, чем у E. brandti, а половая система отличается слабо извитым гермафродитным протоком и заострённым концом флагеллума.

## Распространение и образ жизни
Вид распространён в горнолесных и горнолуговых зонах северных и южных отрогов хребтов Большого Кавказа от верховьев реки Мзымты на западе, до Гуниба и Шеки на востоке. Обитает в различных типах леса во влажной подстилке, на траве и под камнями. Выше верхней границы леса живёт среди камней и во влажном мху.
Отмечен на территории Кавказского государственного природного биосферного заповедника имени Х. Г. Шапошникова в верховье Мзымты.

## Таксономия
Впервые вид был описан немецким зоологом Оскаром Бёттгером в 1883 году под названием Limax (Paralimax) intermittens по экземпляру, который нашёл Ханс Ледер в Кутаиси (типовое местонахождение вида).
В 1902 году Генрих Зимрот описал вид Paralimax raddei, ряд его вариететов и Paralimax minutus. В 1912 году им же были описаны виды Paralimax griseus и Paralimax orientalis. Опубликованные в 1980 году исследования Ильи Михайловича Лихарева и Анджея Хуберта Виктора показали, что вышеупомянутые виды и вариететы следует считать синонимами или экологическими формами Eumilax intermittens, так как различия между ними нестойкие и связаны промежуточными формами, которые зачастую обитают совместно. Согласно Зимроту, по гениталиям отличается только Paralimax minutus, описанный по единственному экземпляру, у которого была отмечена перетяжка, отделяющая бичеобразный орган пениса от всей его остальной части. На самом же деле такая перетяжка возникает из-за сильного сокращения слизня при фиксации.

### Синонимы
Синонимами Eumilax intermittens являются следующие названия:
- Limax (Paralimax) intermittens (O. Boettger, 1883)
- Paralimax griseus Simroth, 1912
- Paralimax minutus Simroth, 1902
- Paralimax orientalis Simroth, 1912
- Paralimax raddei f. elegans Simroth, 1902
- Paralimax raddei f. obscurus Simroth, 1902
- Paralimax raddei f. pictus Simroth, 1902
- Paralimax raddei f. striatus Simroth, 1902
- Paralimax raddei f. variegatus Simroth, 1902
- Paralimax raddei Simroth, 1902

### Типовые экземпляры
Лектотипы синонимов и вариететов Eumilax intermittens были обозначены Лихаревым и Виктором. Все они хранятся в Зоологическом институте Российской Академии наук (ЗИН РАН). К ним относятся 5 экземпляров Paralimax raddei (лектотип найден на северном склоне горы Сапицкая будка во Владикавказе), 1 экземпляр Р. r. striatus (лектотип найден на горе Адай-Хох на юго-западе от Владикавказа), 2 экземпляра Р. r. elegans (лектотип найден на горе Сапицкая будка), голотип Р. r. obscurus (найден на горе Фатгус на юго-востоке от Владикавказа), голотип Р. minutus (найден близ деревни Куэли у горы Галахой-лам), 4 экземпляра Р. orientalis (лектотип найден на высокогорном пастбище Кем-Яйлаг на Главном хребте в бывшем Нухинском уезде) и 1 экземпляр Р. griseus (лектотип найден на горе Хочал-даг у Лагодехи).
В Зенкенбергском музее 7 высохших слизней, которые были обозначены как синтипы данного вида (№ 25623/7), на самом деле относятся к родам Arion и Lehmannia. В Зоологическом музее Хельсинкского университета хранится экземпляр слизня, определённый Зимротом как Paralimax intermittens. Проверка показала, что это молодой E. brandti.

## Комментарии
1. ↑  f. typica
2. ↑  f. picta Simr.
3. ↑  f. raddei Simr.
4. ↑  f. f. striata Simr., elegans Simr.
5. ↑  f. f. minuta Simr., obscura Simr., orientalis Simr.
6. ↑  f. grisea Simr.
7. ↑  c — срединный, b — боковые, k — краевые зубы; в знаменателях дробей указано число зубцов.
8. ↑  Заявленная дата публикации 1901 год, но см. Zoologisches Centralblatt, 9[8] (с. 702): «Die… im Sommer 1902 herausgegebene Monographie» («… монография, изданная летом 1902 года»)[1].